# Narcisse-Virgile Diaz de la Peña

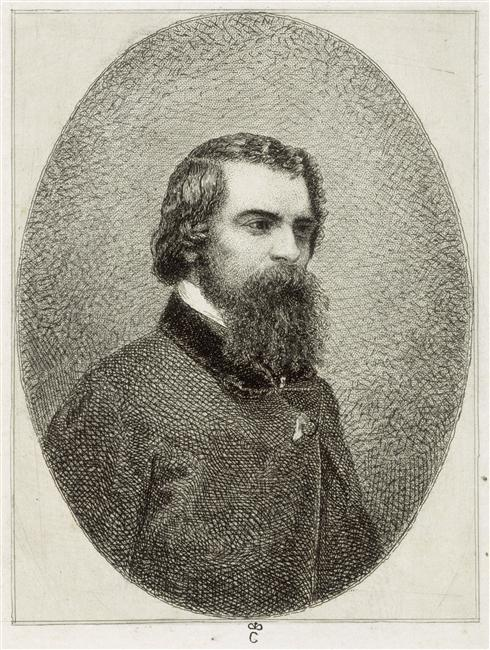
Narcisso Virgilio Díaz de la Peña, Självtporträtt

Narcisse-Virgile Diaz de la Peña, född den 25 augusti 1807 i Bordeaux, Frankrike, död 18 november 1876 i Menton, var en spansk-fransk konstnär och medlem av den så kallade Barbizonskolan av landskapsmålare, bekant för sina många romantiska målningar av Fontainebleauskogen och för sina landskapsfantasier med mytologiska figurer.
Diaz de la Peña började som porslinsmålare, debuterade på salongen 1831 med landskap och en kärlekscen. Hans av Eugène Delacroix och Théodore Rousseaus konst påverkade bilder i vilka ofta graciösa, smäktande kvinnogestalter framträder mot dunkelt lövverk, uppskattades mycket av samtiden. I Louvren finns en rik samling av Diaz de la Peñas tavlor med badande nymfer, orientaler och zigenare. I Nationalmuseum är han representerad med ett flertal verk bland annat gruppen Venus och Amor (1860).